# Volni (Rostov)
|  | Per a altres significats, vegeu «Volni». |

Volni (en rus: Вольный) és un poble (un khútor) de l'óblast de Rostov, a Rússia, que en el cens del 2010 tenia 187 habitants, pertany al districte de Remóntnoie.